# José Royo Gómez
José Royo Gómez (Castellón de la Plana, 14 de mayo de 1895-Caracas, 30 de diciembre de 1961) fue un geólogo español que, tras exiliarse a causa de la guerra civil, desarrolló gran parte de su actividad profesional como catedrático universitario en Colombia y Venezuela, donde algunas instituciones llevan su nombre. Está considerado como el primer «dinosaurólogo» relevante en España, por sus trabajos entre 1918 y 1927 de yacimientos paleontológicos del mesozoico en zonas de la mitad oriental de la península ibérica, especialmente en torno al Sistema Ibérico.

## Biografía
Inició su carrera en la Universidad Central de Madrid haciendo el doctorado en Ciencias Naturales (Geología y Paleontología), con premio extraordinario.
Con veinte años ingresó en el Museo de Ciencias Naturales como alumno de Eduardo Hernández-Pacheco; becado por la JAE desarrolló su formación en las universidades de Zúrich; Ginebra, Lyon, París, Bruselas, Múnich, Stuttgart, Frankfurt, Cambridge, Oxford y Londres. Publicó en 1922 su tesis doctoral «El mioceno continental ibérico y su fauna malacológica», y centró sus investigaciones en el terciario continental de la península ibérica. Ese año de 1922, en el propio museo de Ciencias, impartió el curso Práctica de Geología, para alumnos de la Escuela Superior de Magisterio y de la Facultad de Farmacia. En 1930 fue nombrado jefe de la Sección de Paleontología, creada en el Museo para revisar y fichar sus colecciones paleontológicas. Durante la guerra civil española fue nombrado director general de Minas y Combustibles. En 1937, viajó a Moscú al frente de la delegación española para participar en el XVII Congreso Geológico Internacional.

### En el exilio republicano
Exiliado en Colombia, fue miembro fundador del Museo Geológico de Colombia, al que luego se le dio su nombre. La elevada altura de la ciudad de Bogotá, que afectaba a la salud de su esposa, llevó al matrimonio a trasladarse en 1951 a Caracas, donde además de ser profesor tilular de la Escuela de Geología, Minas y Metalurgia de la Universidad Central de Venezuela, fundaría, a su vez, el Museo Geológico de la UCV, que también llava su nombre.
En Venezuela también impartió clases de mineralogía y geología en el Instituto Pedagógico de Caracas y en la Escuela de Ingeniería Militar; fue miembro fundador de la Asociación Venezolana para el Avance de la Ciencia (una réplica de la JAE) y del Instituto para el Estudio y Conservación del Lago de Valencia. Asimismo colaboró en la preparación del Léxico Estratigráfico de Venezuela, publicado en 1956 por el Servicio Geológico del Ministerio de Minas. Representó a la UCV en el XXI Congreso Internacional Geológico celebrado en Copenhague en 1960. Murió en 1961, a los sesenta y seis años de edad.